# 中国人民解放军西部战区陆军战旗文工团
中国人民解放军西部战区陆军战旗文工团，位于四川省成都市。是中国人民解放军西部战区陆军政治工作部直属单位。

## 沿革
战旗文工团的前身团队，大多成立于战争年代。2004年7月1日，由成都军区政治部原文艺创作室和原战旗歌舞团、话剧团、杂技团、电视艺术中心并改组为中国人民解放军成都军区政治部文工团（中国人民解放军成都军区战旗文工团），隶属中国人民解放军成都军区政治部。
2015年底，在深化国防和军队改革中，转隶中国人民解放军西部战区陆军，成为中国人民解放军西部战区陆军战旗文工团。
2018年9月，根据中央军事委员会整编命令，中国人民解放军西部战区陆军战旗文工团建制撤销，除少数人员分流至中国人民解放军文化艺术中心文艺部外，所属现役军人全部退役、文职人员全部解聘。

## 历任领导
中国人民解放军成都军区政治部文工团
| 团长 - 杨景民 大校（2004年—2008年） - 李西宁 大校（2008年—2016年） | 政治委员 - 李西宁 大校（2004年—2008年） - 杨景民 大校（2008年—2008年） - 谭晓明 大校（2008年—2016年） |

中国人民解放军西部战区陆军战旗文工团
| 团长 - 李西宁 大校（2016年—2018年9月） | 政治委员 - [[]]（2016年—2018年9月） |

## 代表剧目
- 歌曲：《毛主席派人来》、《北京的金山上》、《阿佤人民唱新歌》[1]
- 舞蹈：《飞夺泸定桥》、《春潮》、《珠穆朗玛》、《醉青稞》、《扎西德勒》[1]
- 歌剧：《凉山结盟》[1]
- 歌舞：《西藏之光》[1]
- 音乐剧：《太阳花》[1]
- 话剧：《结伴同行》、《空港故事》、《我在天堂等你》、《生命高度》[1]
- 电视剧《突出重围》、《军中最后一个马帮》、《我们的兵站》[1]
- 小品：《丛林哨位》、《风雪高原情》、《月光·草地》[1]
- 杂技：《灯上芭蕾》、《阿细跳月》、《双人双秋千》、《单手顶》、《绸调》、《花棍》、《龙狮》、《豪情武侠》[1]

此外，该团还创作有：
- 长篇小说：《英雄时代》[1]
- 报告文学：《赤子之心》、《黎鳌》[1]
- 诗集：《杨星火诗选》[1]
- 油画：《彝海结盟》、《洪水中救出的小女孩》[1]

## 优秀人才
阎树田、科会、谢忆生、杨正仁、蒋才如、雍西、艾轩、刘晓庆、李文启、柳建伟、裘山山、舒崇福、杨景民、李西宁、范和平、郭瓦加毛吉、董怀义、贺德华、苏冬梅、徐燕、赵亮、陈丽娟